# Pure Imagination
Pure Imagination is een nummer gezongen door de Amerikaanse acteur en komiek Gene Wilder. Het nummer is geschreven door de Britse componisten Leslie Bricusse en Anthony Newley voor de film Willy Wonka & the Chocolate Factory uit 1971, waarin Wilder het personage Willy Wonka vertolkte. Bricusse verklaarde dat het nummer in een dag via de telefoon is geschreven. Het nummer werd gearrangeerd door dirigent Walter Scharf.
Hoewel het helemaal niet werd gebruikt voor de remake-film Charlie and the Chocolate Factory uit 2005, was het nummer te horen in de prequelfilm Wonka uit 2023, zowel in het promotiemateriaal als in de film zelf, gezongen door Timothée Chalamet als Wonka.
Na het uitbrengen van de originele versie van Pure Imagination is het nummer honderden keren gecoverd en geremixt door een grote verscheidenheid aan artiesten. Hoewel het originele nummer nooit een hitnotering heeft behaald, hebben sommige coverversies dat wel gedaan.

## Coverversies (selectie)
- Anthony Newley (van het gelijknamige album Pure Imagination uit 1971, uitgebracht kort na de film en soundtrack release)
- Lou Rawls (van het album All Things in Time uit 1976)
- Bob James (van het album BJ4 uit 1977)
- Michael Feinstein (van het gelijknamige album Pure Imagination uit 1992)
- Buckethead (onder de titel "Wonka in Slaughter Zone" van het album Bucketheadland uit 1992 en met originele titel van het album Giant Robot uit 1994)
- Kenny Loggins & Patti Austin (te horen in het nummer "Neverland Medley" ("Pure Imagination" / "Somewhere Out There" / "Never Never Land") van het album Return to Pooh Corner uit 1994)
- Mariah Carey (onder de titel "I Still Believe / Pure Imagination" (Damizza Reemix), als de B-kant van de single "I Still Believe" uit 1999)
- Maroon 5 (van het album Mary Had a Little Amp uit 2004)
- Monty Alexander (van het album Steaming Hot uit 2004)
- Bradley Joseph (van het album van For the Love of It uit 2005)
- Judy Collins (van het album Bohemian uit 2011)
- Russell Brand & London Symphony Orchestra (van het album A Symphony of British Music uit 2012, de muziek van de slotceremonie van de Olympische Zomerspelen 2012)
- Jackie Evancho (van het album Songs from the Silver Screen uit 2012)
- Fiona Apple (single uit 2013, ook gebruikt voor de korte film Chipotle uit 2013)
- Jamie Cullum (van het album Momentum uit 2013)
- Primus (van het album Primus and the Chocolate Factory with the Fungi Ensemble uit 2014)
- Josh Groban (van het album Stages uit 2015)
- Barbra Streisand & Seth MacFarlane (van het album Encore: Movie Partners Sing Broadway uit 2016)